# Lincoln Palomeque
Lincoln Palomeque (Cúcuta, 20 de março de 1977) é um ator colombiano. 

## Biografia
Estudou Administração de empresas e trabalhou como encargado de relações públicas em varias discotecas, pouco a pouco se aproximou do mundo dos espetáculos, deixou sua carreira e começou a estudar atuação na Casa do Teatro Nacional. Seu primeiro trabalho na televisão foi em 1992, na novela Padres e Hijos. 
Participou de várias novelas como Francisco el Matemático, Me amarás bajo la lluvia, Lorena, Hasta que la plata nos separe, entre outras. Em 2008 protagonizou a novela Novia para dos onde interpretou 2 personagens ao mesmo tempo. 

## Carreira

### Telenovelas
- Señora Acero (2014-2016) - Manuel Caicedo[3]
- Santa diabla (2013-2014) - Willy Delgado[4]
- Allá te espero (2013) - Javier Linero
- ¿Quién eres tú? (2012) - Lorenzo[5]
- La Mariposa (2012) -  Richard Leguízamo[6]
- La reina del sur (2011) - Faustino Sánchez Godoy[7]
- La diosa coronada (2010) - Lukas -
- La bella Ceci y el imprudente (2009-2010) - Juan Antonio Durán
- Las muñecas de la mafia (2009) - Giovanni
- Novia para dos (2008) -  Adrián Zea / Toño Ríos
- Hasta que la plata nos separe (2006-2007) - "Nelson Ospina "el Dandy"[8]
- Lorena (2005) - Juan Ferrero
- Me amarás bajo la lluvia (2004)
- Siete veces Amada (2002-2003) - Reynaldo
- Isabel me la veló (2001)
- Francisco el Matemático (1999) - Ignacio
- Momentos de gloria - "Presentador"
- Padres e hijos (1992)
- Reportaje al misterio

### Cinema
- El último aliento (2015) - "El Palomo" Saldarriaga[9]
- Estrella quiero ser (2014)[10]
- Karma, el peso de tus actos (2006)